# (19395) Barrera
(19395) Barrera (1998 EP1) – planetoida z grupy pasa głównego asteroid okrążająca Słońce w ciągu 3,41 lat w średniej odległości 2,26 j.a. Odkryta 2 marca 1998 roku.